# 茭湖乡
茭湖乡，是中华人民共和国江西省宜春市万载县下辖的一个乡镇级行政单位。

## 行政区划
茭湖乡下辖以下地区：
茭湖街社区、茭湖村、槽头村、东江村、上峰村、上坪村、谢溪村和西源村。